# Saison 1 de Runaways
Chronologie
Saison 2
Cet article présente les dix épisodes de la première saison de la série télévisée américaine Runaways.

## Synopsis
Six adolescents venant de différents milieux décident de s'unir pour faire face à un ennemi commun, leurs criminels de parents, qui font partie d'une organisation appelée « le Cercle ».

## Distribution

### Acteurs principaux
- Rhenzy Feliz (VFB : Maxime Van Santfoort) : Alex Wilder
- Lyrica Okano (VFB : Mélissa Windal) : Nico Minoru
- Virginia Gardner (VFB : Nancy Philippot) : Karolina Dean
- Ariela Barer (VFB : Sophie Pyronnet) : Gert Yorkes
- Gregg Sulkin (VFB : Fabian Finkels) : Chase Stein
- Allegra Acosta (VFB : Aaricia Dubois) : Molly Hernandez
- Angel Parker (VFB : Myriem Akheddiou)  : Catherine Wilder
- Ryan Sands (VFB : Nicolas Matthys) : Geoffrey Wilder
- Annie Wersching (VFB : Colette Sodoyez) : Leslie Dean
- Kip Pardue (VFB : Maxime Donnay)  : Frank Dean
- Ever Carradine (VFB : Fabienne Loriaux) : Janet Stein
- James Marsters (VFB : Michelangelo Marchese) : Victor Stein
- Brigid Brannagh (VFB : Nathalie Hons) : Stacey Yorkes
- Kevin Weisman (VFB : Philippe Allard) : Dale Yorkes
- Brittany Ishibashi (VFB : Célia Torrens)  : Tina Minoru
- James Yaegashi (VFB : Antoni Lo Presti)  : Robert Minoru

### Acteurs récurrents et invités
- Danielle Campbell : Eiffel
- Pat Lentz : Aura
- Heather Olt : Frances
- DeVaughn Nixon : Darius Davis
- Cody Mayo : Vaughn
- Julian McMahon : Jonah

## Liste des épisodes

### Épisode 1:Les Retrouvailles
- États-Unis : 21 novembre 2017 sur Hulu
- France : 4 décembre 2018 sur Syfy France
- Québec : 8 janvier 2019 sur VRAK[1]

- Mark Adair-Rios (Walter)
- Zayne Emory (Brandon)
- Timothy Granaderos (Lucas)
- Dinora Walcott (Infirmière)
- Nicole Wolf (Destiny Gonzales)
- Jose Joey Abril (Le petit pot-de-colle)
- Cesar A. Garcia (Le grand pot-de-colle)
- Soraya Kelley (La paroissienne)
- Archana Rajan (Megan)
- Matthew Salisbury (Conducteur de chariot élévateur)
- Ric Sarabia (L'homme mystérieux)
- Evan Seidlitz (Furry Bear)
- Robert Van Guelpen (Le client)
- Amy Waller (Lisbeth)

### Épisode 2:Retour en arrière
- États-Unis : 21 novembre 2017 sur Hulu
- France : 4 décembre 2018 sur Syfy France
- Québec : 15 janvier 2019 sur VRAK

- Larry Miller (Phil)
- Nicole Wolf (Destiny Gonzales)
- DeVaughn Nixon (Darius Davis)
- Nathan Davis Jr. (Andre)
- Greg Collins (Howard)
- Ric Sarabia (L'homme mystérieux)

### Épisode 3:Sombre destin
- États-Unis : 21 novembre 2017 sur Hulu
- France : 11 décembre 2018 sur Syfy France
- Québec : 22 janvier 2019 sur VRAK

- Nicole Wolf (Destiny Gonzales)
- Cris D'Annunzio (Prêtre)
- Ric Sarabia (L'Homme mystérieux)
- Coleen Sullivan (Reporter du journal)
- Evelyn Angelos (Molly jeune)
- Rina Hoshino (Serveuse)
- Ashley Gibson (Le patron)

### Épisode 4:La liste des 15
- États-Unis : 28 novembre 2017 sur Hulu
- France : 11 décembre 2018 sur Syfy France
- Québec : 29 janvier 2019 sur VRAK

- Danielle Campbell (Eiffel)
- Zayne Emory (Brandon)
- Timothy Granaderos (Lucas)
- Alex Fernandez (Détective Flores)
- Ryan Doom (Coach Alphona)
- Devan Long (Kincaid)
- Ric Sarabia (L'homme mystérieux)
- Kimmy Shields (Gert #1)
- Anjelika Washington (Gert #2)
- Cooper Mothersbaugh (Gert #3)
- Amanda Suk (Amy Minoru)
- Christian Calloway (Murray)
- Giovanni Ripa (Bariste)

### Épisode 5:Nouveau sacrifice
- États-Unis : 5 décembre 2017 sur Hulu
- France : 18 décembre 2018 sur Syfy France
- Québec : 5 février 2019 sur VRAK

- Nathan Davis Jr. (Andre)
- Ric Sarabia (L'homme mystérieux)

### Épisode 6:Le bal des robes rouges
- États-Unis : 12 décembre 2017 sur Hulu
- France : 18 décembre 2018 sur Syfy France
- Québec : 12 février 2019 sur VRAK

- Vladimir Caamano (Gene Hernandez)
- Stan Lee (Le chauffeur de la limousine)
- Carmen Serano (Alice Hernandez)
- Jorge Diaz (Earl)
- Devan Long (Kincaid)
- Josh Pafchek (Brooks)

### Épisode 7:Réfraction
- États-Unis : 19 décembre 2017 sur Hulu
- France : 25 décembre 2018 sur Syfy France
- Québec : 19 février 2019 sur VRAK

### Épisode 8:Tsunami
- États-Unis : 26 décembre 2017 sur Hulu
- France : 25 décembre 2018 sur Syfy France
- Québec : 26 février 2019 sur VRAK

### Épisode 9:Apocalypse
- États-Unis : 2 janvier 2018 sur Hulu
- France : 1er janvier 2019 sur Syfy France
- Québec : 5 mars 2019 sur VRAK

### Épisode 10:À couteaux tirés
- États-Unis : 9 janvier 2018 sur Hulu
- France : 1er janvier 2019 sur Syfy France
- Québec : 12 mars 2019 sur VRAK

- Marlene Forte : Graciela Aguirre